# Kanton Le Pellerin
Kanton Le Pellerin (fr. Canton du Pellerin) je francouzský kanton v departementu Loire-Atlantique v regionu Pays de la Loire. Tvoří ho osm obcí.

## Obce kantonu
- Cheix-en-Retz
- La Montagne
- Le Pellerin
- Port-Saint-Père
- Rouans
- Saint-Jean-de-Boiseau
- Sainte-Pazanne
- Vue